# Salifidae
Salifidae — родина п'явок з підряду Erpobdelliformes ряду Безхоботні п'явки (Arhynchobdellida). Складається з 5 родів.

## Опис
Загальна довжина становить від 3 до 30 см. Розмірами і зовнішністю схожі на представників родини Erpobdellidae, тому дотепер існує деяка плутанина між видами, що одні дослідники відносять до Salifidae, а інші — до Erpobdellidae (різниця іноді полягає лише в морфології). Особливістю є асиметрично сформована глотка (також відома як стрепсілематна) з 2-3 парами жорстких і гострих стилетів (зубоподібних або м'язистих утворень), який з'єднано зі шлунком. Справжні щелепи відсутні. Є 3-5 пар очей, що розташовано на голові аркоподібно. Тіло складається з 5-кільцевих сомітів, є помірно струнким, сильно витягнутим, деякі види нагадують сигари. Мають декілька великих гонопор.

## Спосіб життя
Воліють до теплого і спекотного клімату. Зустрічаються у прісноводних водоймищах, зазвичай річках і струмках. У вологих дощових лістах присутні роди, що мешкають в листяній підстилці. Можуть траплятися у гірській місцині. Є бентосними хижаками. Більшість живиться водними безхребетними, насамперед личинками комарів-хіронімідів та олігохетами, яких проковтують за допомогою глоткового стилету.

## Розповсюдження
Поширені в Африці, Південній та Південно-Східній Азії, Японії, Океанії.

## Роди
- Barbronia
- Linta
- Mimobdella
- Odontobdella
- Salifa